# Mentawai-Gleithörnchen
Das Mentawai-Gleithörnchen (Iomys sipora) ist ein Gleithörnchen aus der nur zwei Arten umfassenden Gattung Iomys. Es ist endemisch auf zwei der zu Indonesien gehörenden Mentawai-Inseln südöstlich von Sumatra.

## Merkmale
Das Mentawai-Gleithörnchen erreicht eine Kopf-Rumpf-Länge von 18 bis 20 Zentimetern sowie eine Schwanzlänge von etwa 18 Zentimetern. Die Rückenfärbung ist dunkelbraun mit einem fast schwarzen Schwanz, die Bauchseite ist heller braun. Die Ohren sind unbehaart, die Weibchen haben zwei Paar Zitzen in der Leistenregion.
Wie alle Gleithörnchen hat es eine behaarte Flughaut, die Hand- und Fußgelenke miteinander verbindet und durch eine Hautfalte zwischen den Hinterbeinen und dem Schwanzansatz vergrößert wird. Die Flughaut ist muskulös und am Rand verstärkt, sie kann entsprechend angespannt und erschlafft werden, um die Richtung des Gleitflugs zu kontrollieren.

## Verbreitung

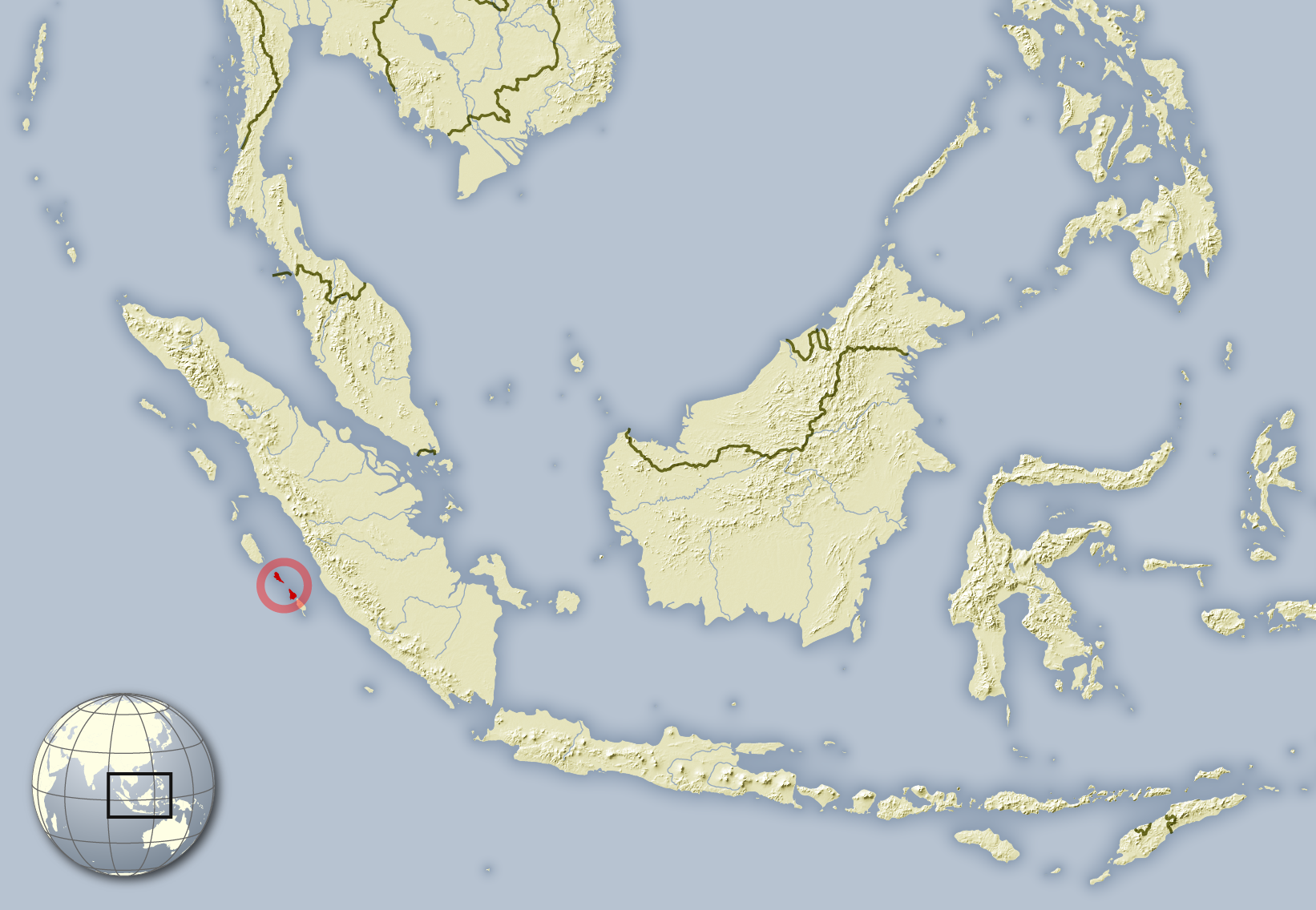
Verbreitungsgebiet des Mentawai-Gleithörnchens

Das Mentawai-Gleithörnchen ist endemisch auf den zu Indonesien gehörenden Mentawai-Inseln südwestlich von Sumatra. Die Verbreitung ist dabei auf die beiden Inseln Sipora und Nordpagai begrenzt.

## Lebensweise
Über die Lebensweise des Gleithörnchens liegen nur sehr wenige Daten vor. Der Lebensraum liegt im Flachland im tropischen bis subtropischen Primärwald bis in Höhen von etwa 500 Metern. Wie andere Arten ist es wahrscheinlich strikt baumlebend und nachtaktiv.
Gemeinsam mit dem Sipora-Gleithörnchen (Hylopetes sipora), dem Siberut-Gleithörnchen (Petinomys lugens), dem Mentawai-Hörnchen (Callosciurus melanogaster), Leopoldamys siporanus, Maxomys pagensis, Chiropodomys karlkoopmani, der Mentawai-Ratte (Rattus lugens), dem Mentawai-Baumhörnchen (Sundasciurus fraterculus) und dem Mentawai-Dreistreifenhörnchen (Lariscus obscurus) stellt das Mentawai-Gleithörnchen die endemische Nagetierfauna der Mentawai-Inseln dar.

## Systematik
Das Mentawai-Gleithörnchen gilt als eigenständige Art innerhalb der Gattung Iomys, die als zweite Art das Horsfield-Gleithörnchen (Iomys horsfieldii) enthält. Die wissenschaftliche Erstbeschreibung stammt von Frederick Nutter Chasen und Cecil Boden Kloss in den Proceedings of the Zoological Society of London im Jahr 1928 und wurde anhand von Individuen von der Insel Sipora durchgeführt. Innerhalb der Art werden keine Unterarten unterschieden.

## Bestand, Gefährdung und Schutz
Das Mentawai-Gleithörnchen wird von der International Union for Conservation of Nature and Natural Resources (IUCN) aufgrund seines kleinen Verbreitungsgebietes von weniger als 5,000 km2, wobei sich alle Individuen in weniger als fünf Gebieten aufhalten, sowie der andauernden Bestandsabnahme und der Reduzierung verfügbarer Lebensräume als bedroht (endangered) eingestuft. Eine Sammlungsexpedition des National Museum of Indonesia im Jahr 1991 war nicht in der Lage, Individuen dieser Art zu finden und es ist möglich, dass eine Einordnung als vom Aussterben bedrohte Art notwendig ist.

## Belege
1. 1 2 3 4 5  Richard W. Thorington Jr., John L. Koprowski, Michael A. Steele: Squirrels of the World. Johns Hopkins University Press, Baltimore MD 2012; S. 107. ISBN 978-1-4214-0469-1
2. 1 2 3 4  Iomys sipora in der Roten Liste gefährdeter Arten der IUCN 2014.2. Eingestellt von: L. Ruedas, J.W. Duckworth, B. Lee, R.J. Tizard, 2008. Abgerufen am 7. August 2014.
3. ↑  Don E. Wilson & DeeAnn M. Reeder (Hrsg.): Leopoldamys siporanus in Mammal Species of the World. A Taxonomic and Geographic Reference (3rd ed).
4. 1 2  Don E. Wilson & DeeAnn M. Reeder (Hrsg.): Iomys sipora in Mammal Species of the World. A Taxonomic and Geographic Reference (3rd ed).